# جون غودوين
جون غودوين (بالإنجليزية: John Goodwin)‏ هو راكب الكنو بريطاني، ولد في 19 يونيو 1943.

## وصلات خارجية
- جون غودوين على موقع اللجنة الأولمبية الدولية (الإنجليزية)
- جون غودوين على موقع أوليمبيديا (الإنجليزية)